# 40-letni prawiczek
40-letni prawiczek (ang. 40 Year-Old Virgin) – amerykański
film fabularny (komedia) z 2005 roku.

## Opis fabuły
Film opowiada o Andym Stitzerze, który mieszka samotnie w North Hollywood. Jest miłym i uprzejmym człowiekiem, ale patologicznie nieśmiałym w stosunku do kobiet. Jest 40-letnim prawiczkiem. Kiedy dowiadują się o tym jego trzej koledzy, stawiają sobie za cel zmianę tego stanu. Początkowo Andy niechętnie współpracuje z nimi, lecz jego podejście zmienia się, gdy poznaje Trish – samotną matkę trojga dzieci.

### Nagrody
2006
- Steve Carell (nominacja) MTV Movie Award, nagroda dla zespołu aktorskiego
- (nominacja) MTV Movie Award, najlepszy film
- Steve Carell (nominacja) MTV Movie Award, najlepszy aktor
- Steve Carell Nagroda Główna MTV Movie Award, najlepszy aktor komediowy
- Paul Rudd (I) (nominacja) MTV Movie Award zespołowo
- Seth Rogen (nominacja) MTV Movie Award zespołowo
- Romany Malco (nominacja) MTV Movie Award zespołowo
- Romany Malco (nominacja) MTV Movie Award, najbardziej obiecujący aktor
- Romany Malco (nominacja) MTV Movie Award, rola przełomowa – aktor

## Obsada
- Steve Carell – Andy Stitzer
- Catherine Keener – Trish Piedmont
- Paul Rudd – David
- Romany Malco – Jay
- Seth Rogen – Cal
- Elizabeth Banks – Beth
- Leslie Mann – Nicky
- Jane Lynch – Paula
- Gerry Bednob – Mooj
- Shelley Malil – Haziz
- Kat Dennings – Marla
- Jordy Masterson – Mark
- Chelsea Smith – Julia
- Jonah Hill – Klient eBaya
- Erica Vittina Phillips – Jill
- Marika Domińczyk – Bernadette
- Mindy Kaling – Amy
- Mo Collins – Gina
- Carla Gallo – Toe-Sucking Girl
- Barret Swatek – Dziewczyna w barze
- Loudon Wainwright – ksiądz
- Gillian Vigman – Kobieta w Speed Dating
- Phyllis Smith – Matka Andy'ego
- Kevin Hart – Klient Smart Tech
- Stormy Daniels – Gwiazda porno
- Miki Mia – Kobieta od depilacji
- Kimberly Page – Kobieta w Speed Dating
- Gloria Helena Jones – Sara
- Denise Meyerson – Robin
- Siena Goines – Alex
- Charlie Hartsock – Speed Dating MC
- Nancy Walls – Adwokat Kliniki
- Cedric Yarbrough – Ojciec z Kliniki
- Nicole Randall Johnson – Cheryl
- Lee Weaver – Joe
- David Koechner – Ojciec z Kliniki
- Jeff Kahn – Ojciec z Kliniki
- Loren Berman – Chłopak z Kliniki
- Jazzmun – Prostytutka
- Shannon Bradley – Dziewczyna z Baru
- Brianna Brown – Dziewczyna z Baru

Niewymienieni w czołówce:
- Wyatt Smith – Chłopiec na weselu
- Jenna Fischer – Kobieta
- Christopher T. Wood – Policjant